# 279P/La Sagra
279P/La Sagra est une comète périodique du système solaire, découverte le 11 juillet 2002 par le programme La Sagra Sky Survey.